# Etenisme

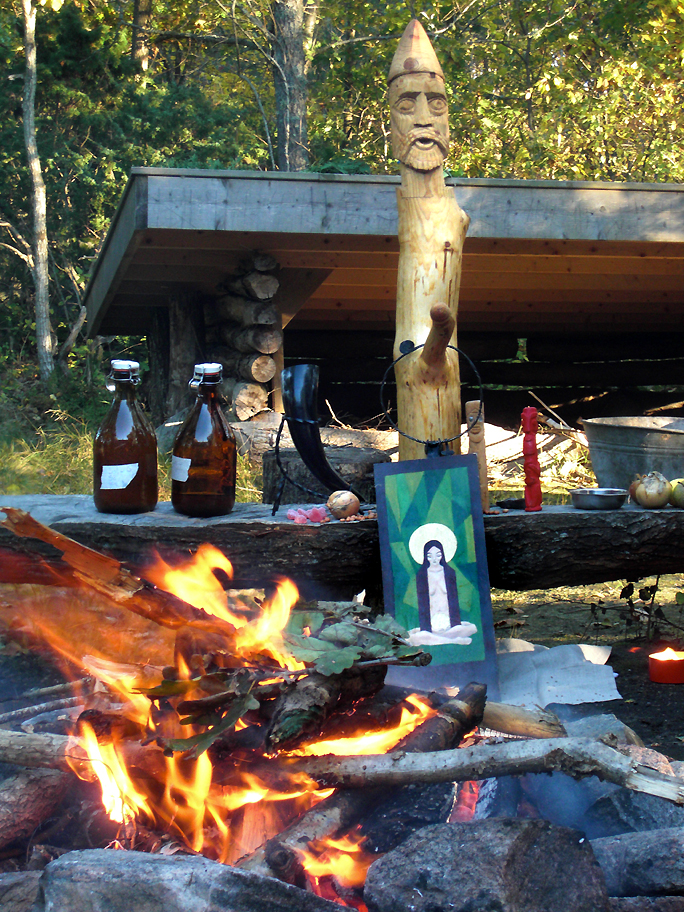
Altar eteno per a la festa de Haustblot, a Suècia.

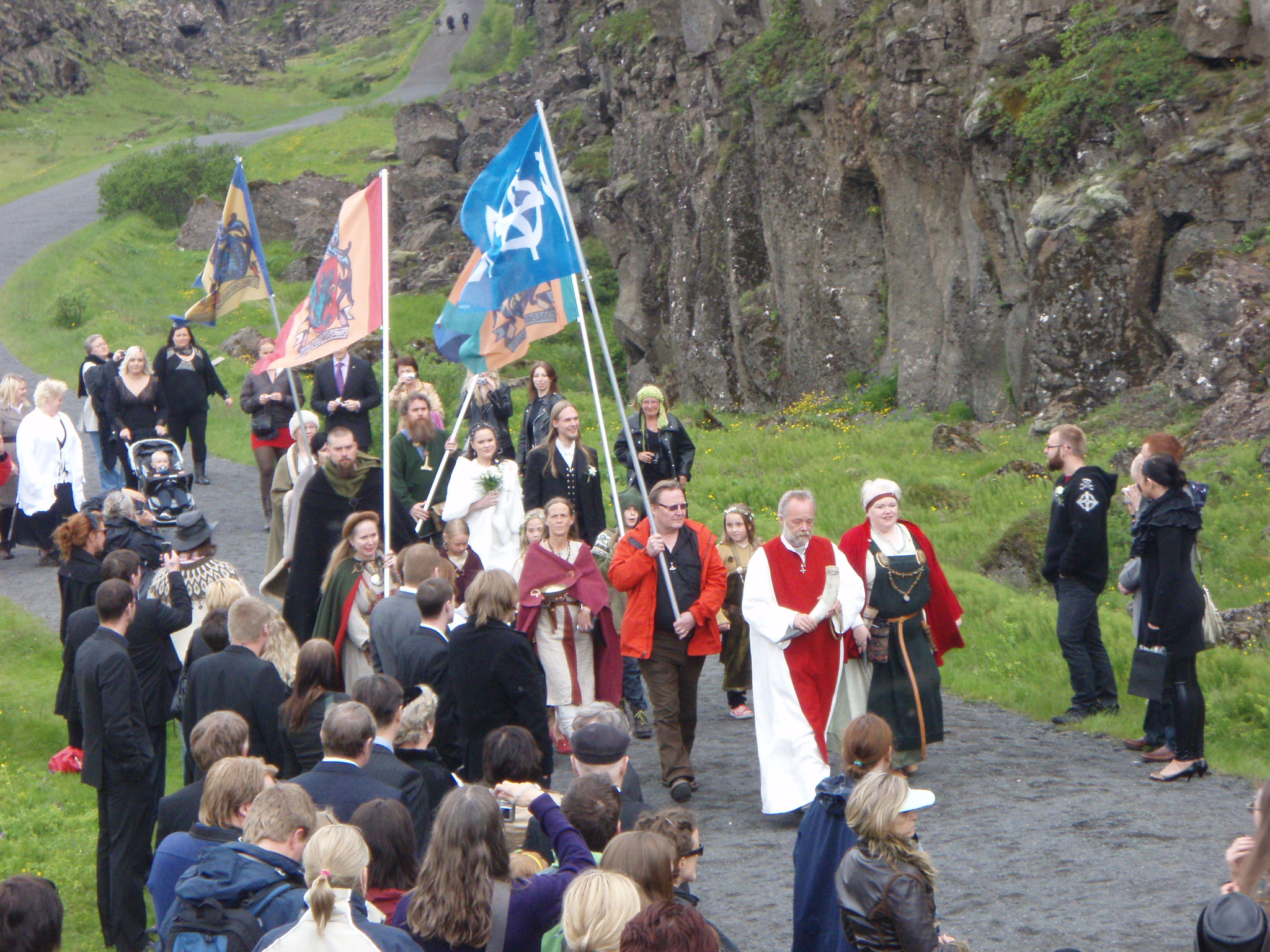
Comunitat etena islandès de l'organització Ásatrúarfélagið prepara per a un Þingblót a Þingvellir, a Islàndia.

L'etenisme o neopaganisme germànic és una religió neoètnica, reconstrucció de la religió practicada durant segles pels pobles germànics.

## Branques
- Alte Sitte / Firne Sitte
- Asatru / Vanatru
- Forn Siðr / Nordisk Sed
- Odinisme
- Theodisme
- Urglaawe
- Wotanisme